# 関船
関船（せきぶね）は、日本の水軍で中世後半（戦国時代）から近世（江戸時代）にかけて使われた中型の軍用船。大型の安宅船と、小型の小早との間に位置する中規模の軍船である。

## 概要
性能的には安宅船より攻撃力や防御力に劣るが、小回りが利き、また速力が出るため機動力に優る。安宅船を戦艦に喩えるなら、関船は巡洋艦に相当する艦種である。名称の由来も、この種の船が機動性に優れていて、航行する他の船舶に乗りつけて通行料を徴収する水上の関所としての役割に適したことに基づくといわれる。
また、『日葡辞書』には"xeqi（関）"を「関所」「海賊」、"xeqibune（関船）"を「海賊船」と記しており、水上の関所と海賊衆、そして関船が密接な関係にあったことを示唆している。
構造的に見ると、船体のほぼ全長に渡り矢倉と呼ばれる甲板を張った上部構造物を有する形態（総矢倉）で、艪（ろ）の数が40〜80挺であるものが関船に該当するとされる。総矢倉を有する点では安宅船と共通するが、安宅船の船首が伊勢型や二形型の角ばって水中抵抗の大きな構造だったのと異なり、一本水押しの尖った船首である。船体の縦横比も安宅船よりも細長く、高速航行に適している。一本水押しなど基本的な構造は、江戸期の主力商船である弁才船に近い。総矢倉の周囲は楯板と呼ばれる木製装甲で囲われており、戦闘員や艪をこぐ水夫を矢や銃弾から保護しているが、安宅船よりも楯板が薄く防弾性能は低い。軽量化のため竹製の楯板になっていることもある。帆柱は取り外し可能で、巡航時には帆走し、戦闘時に帆柱を矢倉の上に倒して艪によって航行する。
攻撃手段としては、乗船した武者が装備する火縄銃や弓矢による射撃と、敵船に接舷しての移乗攻撃が主なものである。射撃のため、楯板には狭間と呼ばれる銃眼が設けられている。当時の和船に共通する特徴として、関船も竜骨を用いずに板材を釘とかすがいで繋ぎ止める造船法をとっており、軽量かつ頑丈であるものの、衝突による破損には弱く体当たり攻撃には適さない。そのため、西洋船や中国船より採れる戦術の幅が狭い。
江戸時代に入ると幕府により500石積み以上の大型軍船の建造が禁止されたこと（大船建造の禁）と、平時の海上取り締りには安宅船よりも快速の関船のほうが使い勝手に優れることから、関船が最も大型の軍船となった。西国諸大名が参勤交代に用いる御座船にも、豪奢な装飾が施された関船が用いられるようになった。幕府も将軍の御座船として関船「天地丸」を使用している。
信松院には、安土桃山時代に制作された1/25の大きさの安宅船と関船の木製雛型（模型）が奉納されている。これらは現在、東京都の文化財に指定されている。